# Petelia
Petilia hoặc Petelia là một thành phố cổ của Bruzio, bờ biển của Bruttium trên bán đảo Ý, trong đó người La Mã đã xác định một phần phía nam của Calabria hiện nay.
Một số học giả xác định với Strongoli ngày nay.
Petilia theo truyền thống được thành lập bởi Philoctetes. Phần quan trọng nhất của lịch sử Petelia là giao ước của tình hữu nghị với Roma trong cuộc chiến tranh của người La Mã chống lại Carthage. Trong cuộc chiến tranh Punic lần thứ hai, nó vẫn là một đồng minh La Mã còn các thành phố Bruttia khác đã theo Hannibal. Sau một thời gian bị bao vây kéo dài, thành phố bị những người Carthaginia chiếm. Người dân bị trục xuất và thay thế bởi những người Bruttia khác, nhưng sau chiến thắng La Mã dân số ban đầu của nó đã được phục hồi. Địa điểm của thành phố ngày nay là thị xã Strongoli ở Calabria.